# مالا سوگوبینا
مالا سوگوبینا (به صربی: Mala Sugubina) یک منطقهٔ مسکونی در صربستان است که در Trstenik واقع شده‌است. مالا سوگوبینا ۳۳۳ نفر جمعیت دارد.